# Nilosyrtis Mensae
Nilosyrtis Mensae es un área de Marte en el cuadrángulo de Casius. Tiene su centro en las coordenadas de 36,87° N y 67,9° E. Sus longitudes occidental y oriental son 51,1° E y 74,4° E. Las latitudes norte y sur son 36,87° N y 29,61° N. Nilosyrtis Mensae está al este de Protonilus Mensae y ambos se encuentran a lo largo del límite de la dicotomía marciana. Su nombre fue adaptado por la IAU en 1973. Recibió su nombre de una de las características de albedo en Marte y tiene 705 km (438 millas) de ancho.
La superficie de Nilosyrtis Mensae se clasifica como terreno alterado o trasteado (en inglés: fretted terrain). Este terreno contiene acantilados, mesetas y amplios valles planos. Se cree que las características de la superficie fueron causadas por glaciares cubiertos de escombros. Estos glaciares generan derrubios frontales lobulados cuando rodean montículos y mesetas. Cuando los glaciares estaban ubicados en los valles se formaban los denominados rellenos de valle lineales.